# Амблер (Пенсилванија)
Амблер (енгл. Ambler) град је у америчкој савезној држави Пенсилванија.

## Демографија
По попису из 2010. године број становника је 6.417, што је 9 (-0,1%) становника мање него 2000. године.
| Група             | 2000.         | 2010.         |
| Белци             | 5.266 (81,9%) | 4.657 (72,6%) |
| Афроамериканци    | 773 (12,0%)   | 823 (12,8%)   |
| Азијати           | 159 (2,5%)    | 241 (3,8%)    |
| Хиспаноамериканци | 137 (2,1%)    | 504 (7,9%)    |
| Укупно            | 6.426         | 6.417         |